# オガサワラマシコ
オガサワラマシコ（小笠原猿子、学名：Chaunoproctus ferreorostris）は、スズメ目アトリ科の鳥。絶滅種。小笠原諸島に生息していた。全長18～19cm。体重は150～200gとみられる。

## 絶滅の原因
1828年に捕獲されたのを最後に記録がないので、絶滅したと考えられている。
絶滅した主な原因は、1830年頃から始まった人間の定住に伴って起きた海辺の森林の伐採や野生化したヤギの食害による生息環境の破壊、ネコやネズミなどの外部から持ち込まれた動物による捕食が原因だと言われている。
標本は小笠原が日本領と定まる以前に来島した、イギリス人ビーチーが捕獲した2羽（1827年）とドイツ人鳥類学者・キットリッツが捕獲した9羽（1828年）のみが外国の博物館に所蔵されており、日本には1体も存在しない。

## 特徴・習性
頭の大きさにしては大きなくちばしを持っていることが、本種の最大の特徴である。雄は顔や喉が赤く体は褐色、雌は体全面が褐色だが下面はやや薄い褐色である。主食は、固い木の実や小さな果物、木の若芽だったと考えられている。
小笠原諸島の父島で繁殖して、まったく渡りをしなかったと思われる。海岸沿いの林などにカップル、または単独で生活しており、普段は地上付近で生活していて、樹上の高い位置に登ることは稀であったらしい。また、人間を恐れなかったと伝えられている。